# روپی‌واکائین
روپی‌واکائین (انگلیسی: Ropivacaine) یک داروی بی‌حس‌کننده موضعی متعلق به گروه آمینو آمید است. نام روپی‌واکائین هم به راسمات و هم به انانتیومر S اشاره دارد. روپی‌واکائین هیدروکلراید معمولاً توسط آسترازنکا با نام تجاری Naropin به بازار عرضه می‌شود.

## تاریخچه
روپی‌واکائین پس از مشخص شدن ارتباط بوپیواکائین با ایست قلبی، به ویژه در زنان باردار، ایجاد شد. مشخص شد که روپی‌واکائین در مدل‌های حیوانی سمیت قلبی کمتری نسبت به بوپیواکائین دارد.

## کاربرد بالینی

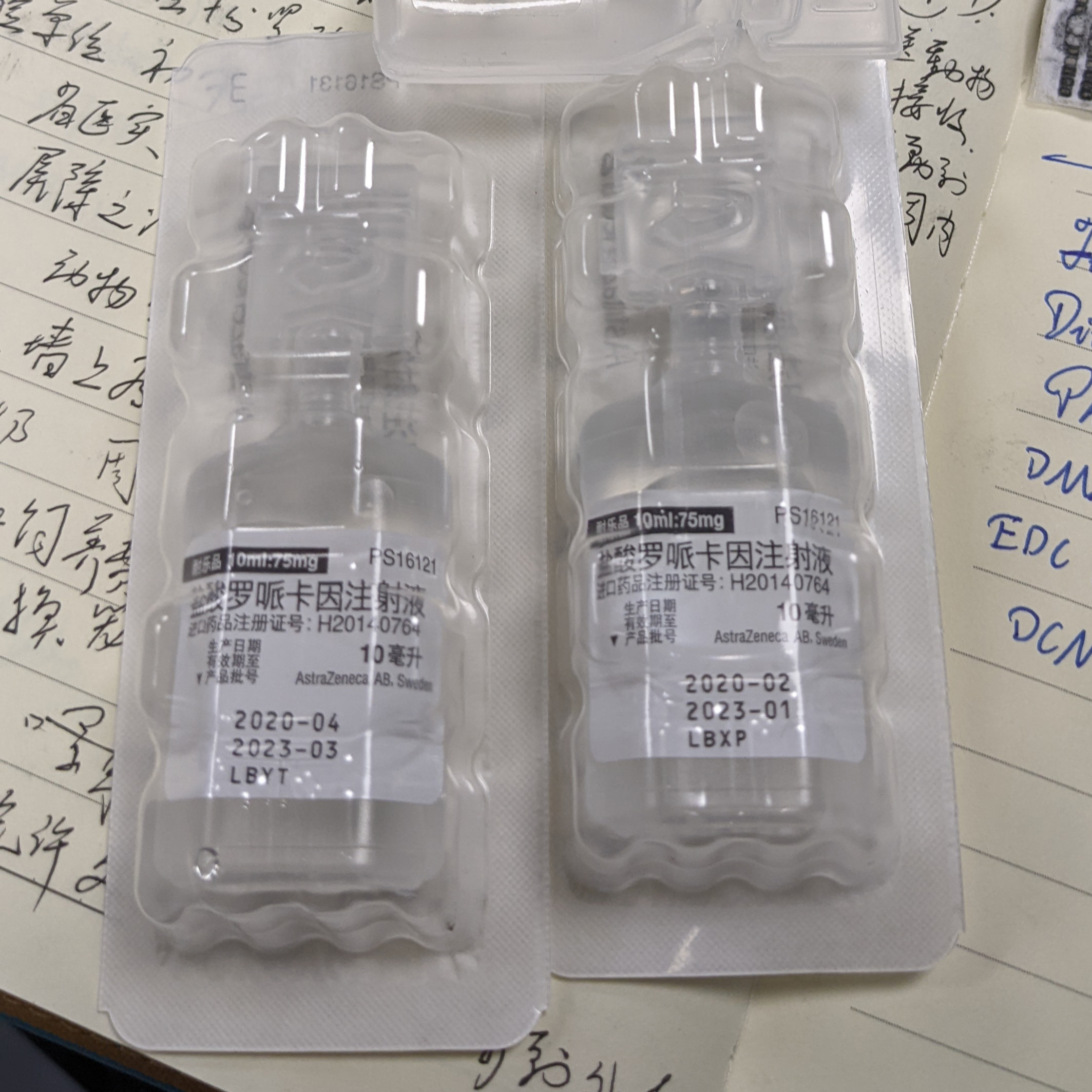
تزریق هیدروکلراید روپیواکائین

### موارد منع مصرف
روپی‌واکائین برای بی‌حسی منطقه‌ای داخل وریدی (IVRA) منع مصرف دارد. با این حال، داده‌های جدید پیشنهاد می‌کنند که هم از روپی‌واکائین (۱٫۲-۱٫۸ میلی‌گرم/کیلوگرم در ۴۰ میلی‌لیتر) و هم لووبوپی‌واکائین (۴۰ میلی‌لیتر محلول ۰٫۱۲۵ درصد) استفاده شود، زیرا سمیت کمتری نسبت به بوپیواکائین راسمیک بر قلب و عروق و سیستم عصبی مرکزی دارند.

### اثرات نامطلوب
واکنش‌های نامطلوب دارویی (ADR) زمانی که به درستی تجویز شود نادر است. بیشتر ADRها به روش تجویز (که منجر به قرار گرفتن در معرض سیستمیک می‌شود) یا اثرات دارویی بیهوشی مربوط می‌شود، اما واکنش‌های آلرژیک به ندرت ممکن است رخ دهد.
قرار گرفتن سیستمیک در معرض مقادیر بیش از حد روپی‌واکائین عمدتاً منجر به اثرات سیستم عصبی مرکزی (CNS) و قلبی عروقی می‌شود - اثرات CNS معمولاً در غلظت‌های پایین‌تر پلاسمای خون و اثرات اضافی قلبی عروقی در غلظت‌های بالاتر رخ می‌دهد، اگرچه فروپاشی قلبی عروقی نیز ممکن است با غلظت‌های پایین رخ دهد. اثرات CNS ممکن است شامل تحریک CNS (عصبی شدن، گزگز اطراف دهان، وزوز گوش، لرزش، سرگیجه، تاری دید، تشنج به دنبال افسردگی (خواب آلودگی، از دست دادن هوشیاری)، افسردگی تنفسی و آپنه باشد. اثرات قلبی عروقی شامل فشار خون پایین، برادی کاردی، آریتمی، و/یا ایست قلبی است - که برخی از آنها ممکن است به دلیل هیپوکسمی ثانویه به افسردگی تنفسی باشد.

### کندرولیز گلنوهومرال پس از آرتروسکوپی
روپی‌واکائین برای غضروف سمی است و تزریق داخل مفصلی آن می‌تواند منجر به کندرولیز گلنوهومرال پس از استارتروسکوپی شود.

## درمان مصرف بیش از حد
در مورد بوپیواکائین، سلپید، یک امولسیون لیپیدی داخل وریدی که معمولاً در دسترس است، می‌تواند در درمان سمیت قلبی شدید ثانویه به دلیل مصرف بیش از حد بی‌حسی موضعی در آزمایش‌های حیوانی و در انسان در فرآیندی به نام نجات چربی مؤثر باشد.